# Chung Mong-koo
Chung Mong-koo (hangeul : 정몽구), né le 19 mars 1938 dans la province de Gangwon, est un homme d'affaires sud-coréen, président du groupe Hyundai.
En 2006, à la suite d'une enquête du gouvernement sud-coréen, Chung Mong-koo a été accusé de détournement de fonds et de corruption. Il est condamné à trois ans de prison pour avoir constitué une caisse noire afin de soudoyer les dirigeants du pays (élus, journalistes, juges, etc).